# Chelsea Green
 (juillet 2021).
Pour les articles homonymes, voir Green.
Chelsea Anne Green (née le 4 avril 1991 à Victoria) est une catcheuse (lutteuse professionnelle) canadienne. Elle travaille actuellement à la World Wrestling Entertainment, dans la division SmackDown, sous le nom de Chelsea Green.
Elle commence sa carrière en 2014 au Canada et participe un an plus tard à WWE Tough Enough où elle remplace une catcheuse.

## Carrière de catcheuse

### Débuts (2014-2015)
Green est une fan de catch et s'entraîne à la Lance Storm Academy. Elle commence sa carrière dans diverses fédérations de Colombie-Britannique sous le nom de Jaida. Durant cette période, elle apparaît à la World Wrestling Entertainment en août 2014 dans un segment où elle incarne la préparatrice physique de Daniel Bryan.
Le 26 juin 2015, elle devient championne féminine de la All-Star Wrestling (ASW) après avoir remporté un tournoi où elle élimine Kat Von Heez au premier tour, Bambi Hall en demi finale et Gisele Shaw en finale.

### Participation àWWE Tough Enough(2015)
En 2015, Green participe au casting de l'émission WWE Tough Enough, une émission de la World Wrestling Entertainment pour découvrir de nouveaux talents. La WWE ne la garde pas dans le casting final puis la rappelle quand Dianna Dahlgren quitte l'émission pour des raisons personnelles début juillet. Elle a alors une blessure à la cheville qui la gêne et se fait éliminer le 4 août,.

### Circuit indépendant américain (2015-2018)
Green lutte pour la première fois à la Queens of Combat (QOC) le 29 novembre 2015 où elle perd un match face à Crazy Mary Dobson.
Début 2016, elle fait un bref passage au Japon à la World Wonder Ring Stardom où elle continue son apprentissage.
Le 18 février 2017, elle participe avec Taeler Hendrix au tournoi pour désigner les premières championnes par équipes de la QOC. Elles remportent ce tournoi en éliminant Aja Perera et Kiera Hogan au premier tour puis Nevaeh (en) et Rachael Ellering et enfin Mia Yim et Leva Bates (en) en finale. Leur règne prend fin le 20 janvier 2018 après leur défaite face à Maria Manic et Penelope Ford (en).

### Total Nonstop Action Wrestling / Impact! Wrestling(2016-2018)

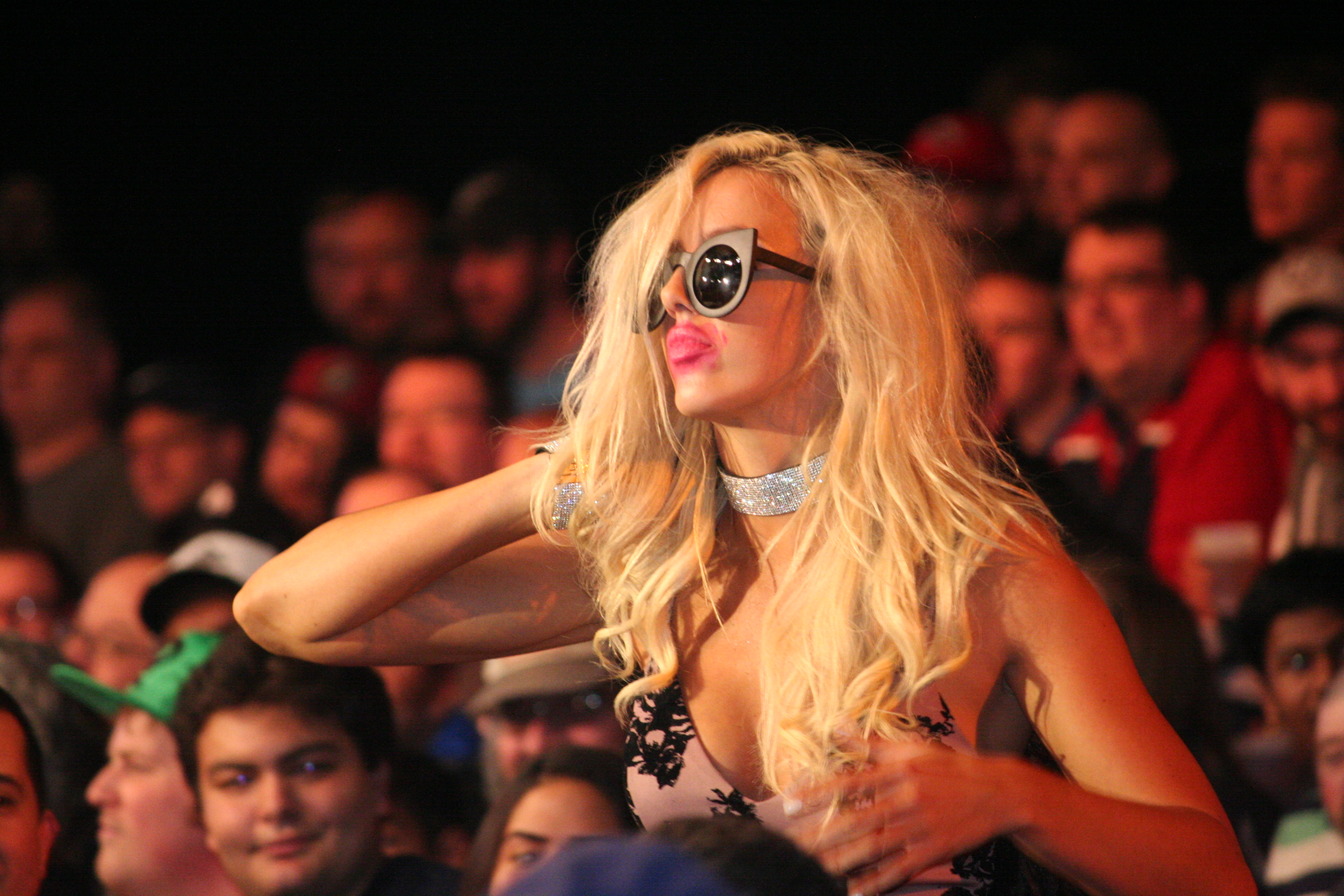
Laurel Van Ness en 2017.

Green apparaît pour la première fois à la Total Nonstop Action Wrestling le 8 janvier 2016 à One Night Only: Live!. Ce jour-là, elle participe à une Gauntlet battle royal pour désigner la challenger pour le championnat féminin des Knockouts de la TNA et est la première éliminée par Rebel. Le 20 juin, la TNA annonce qu'elle vient d'engager Green et annonce à la mi-août qu'elle va lutter sous le nom de Laurel Van Ness,. Le 15 septembre à Impact Wrestling, elle participe à une autre Gauntlet battle royal pour désigner la challenger pour le championnat féminin des Knockouts de la TNA où elle se fait éliminer par Gail Kim. Le 29 septembre, la TNA décide de la présenter comme heel. Elle bat ensuite Madison Rayne ce jour-là. Le 20 octobre, elle entame une rivalité avec Allie en se montrant méprisante envers elle. Elles s'affrontent la semaine suivante et Van Ness gagne ce combat.
À la fin de 2016, Van Ness commence à flirter avec Braxton Sutter, un des catcheurs de la TNA qui a « entraîné » Allie quand Maria demande à Allie de cesser de s'entraîner. Le 9 février 2017, Sutter est avec Van Ness et fait tomber une bouteille d'eau, Van Ness croit qu'il vient de mettre un genou à terre pour la demander en mariage. La TNA organise un mariage deux semaines plus tard où Sutter dit non devant le révérant et demande en mariage Allie. Cette cérémonie se termine par un combat entre Maria et Allie tandis que Van Ness noie son chagrin en buvant du champagne à même la bouteille. Van Ness apparaît dépressive pendant plusieurs semaines,. Le 24 août, elle propose à Grado de l'épouser pour aider l'écossais à obtenir une carte verte. Leur idylle prend fin le 1er septembre quand Grado découvre que Van Ness est canadienne. Son personnage évolue en une folle qui recouvre sa bouche de rouge à lèvres.
Elle participe au tournoi pour désigner la nouvelle championne féminine des Knockout d'Impact et élimine KC Spinelli et Madison Rayne dans un match à trois en demi-finale le 30 novembre. Début décembre, la presse spécialisée annonce que Chelsea Green demande à partir avant de démentir car elle décroche le titre le 14 décembre après sa victoire face à Rosemary,,. Impact ! Wrestling met fin à son contrat le 15 janvier 2018 après une session d'enregistrement des épisodes d'Impact Wrestling où elle perd son titre face à Allie dans l'émission diffusé le 8 mars,.

### World Wrestling Entertainment (2018-2021)

#### NXT (2019-2020)
Le 9 octobre 2018, le site internet mandatory.com parle de la venue de Chelsea Green au WWE Performance Center, le centre d'entraînement de la World Wrestling Entertainment (WWE). Neuf jours plus tard, la WWE annonce la signature de Green qui va s'entraîner au Performance Center.
Le 26 octobre 2018, elle perd son premier match lors d'un Live Event de NXT contre Deonna Purrazzo. Le 13 mars 2019, elle se casse le poignet au cours de l'enregistrement des épisodes de NXT et doit se faire opérer. Elle retourne sur le ring le 30 juin où elle fait équipe avec Deonna Purrazzo et ensemble elles perdent un match face à Lacey Lane et Kacy Catanzaro dans un Live Event de NXT.
Le 4 mars à NXT, elle bat Shotzi Blackheart et se qualifie pour le Ladder Match qui déterminera la challengeuse numéro une au NXT Women's Championship.

#### Débuts àSmackDownpuis licenciement (2020-2021)
Le 13 novembre à SmackDown, elle fait ses débuts lors d'un match de qualification pour les Survivor Series, perdant face à Liv Morgan, ce match incluait aussi Tamina et Natalya. Au cours de ce match, Green se blessa au poignet.
Le 15 avril 2021, la WWE met fin au contrat de Chelsea Green. Après cela, la WWE lui envoie un colis avec ses effets personnel dans un sac poubelle. Elle en parle sur les réseaux sociaux et cela entraîne le renvoi de la personne ayant fait cela à elle ainsi qu'à d'autres catcheuses.

### Ring of Honor (2021)
Elle fait ses débuts lors de ROH Best in the World, présenté en tant que participante du ROH Women's World Championship Tournament.

### Retour à Impact Wrestling (2021-2022)
Le 17 juillet 2021 à Slammiversary, elle fait son retour à Impact ! Wrestling. Matt Cardona et elle battent Brian Myers et Tenille Dashwood.
Le 23 octobre lors du pré-show à Blound flor Glory, elle ne devient pas aspirante n°1 au titre Digital Media d'Impact, battue par Jordynne Grace dans un 6-Way Intergender match, qui inclut également Crazzy Steve, Fallah Bahh, John Skyler et Madison Rayne. Le 20 novembre à Turning Point, elle ne remporte pas le titre Digital Media d'Impact, battue par sa même adversaire.

### National Wrestling Alliance (2021-2022)
Le 29 août 2021 à NWA 73 - Wrestling At The Chase, elle fait ses débuts à la National Wrestling Alliance en tant qu'aspirante, mais ne remporte pas le titre féminin de la NWA, battue par Kamille. 
Le 20 mars 2022 à NWA The Crockett Cup 2022 - Tag 2, elle ne remporte pas, une nouvelle fois, le titre féminin de la NWA, battue par sa même adversaire dans un 3-Way match, qui inclut également Kylie Rae.

### Retour à la World Wrestling Entertainment (2023-...)

#### Retour àRawet championne par équipes avec Sonya Deville et Piper Niven (2023)
Le 28 janvier 2023 au Royal Rumble, elle fait son retour à la World Wrestling Entertainment, un an et 9 mois après son licenciement, entre dans le Women's Royal Rumble match féminin en 20e position, mais se fait éliminer par la future gagnante, Rhea Ripley. Le 27 mars à Raw, elle s'allie officiellement avec Sonya Deville et ensemble, les deux catcheuses battent Candice LeRae et "Michin" Mia Yim.
Le 2 avril à WrestleMania 39, elles perdent face à Ronda Rousey et Shayna Baszler par soumission dans un Women's WrestleMania Showcase Fatal 4-Way Tag Team match qui inclut également Liv Morgan, Raquel Rodriguez, Natalya et Shotzi.
Le 17 juillet à Raw, elles deviennent les nouvelles championnes par équipes en battant Raquel Rodriguez et Liv Morgan et remportent les titres pour la première fois de leurs carrières. Le 7 août, sa partenaire annonce, sur les réseaux sociaux, souffrir d'une rupture du ligament croisé antérieur et devoir s'absenter pendant 6 mois. Le 14 août à Raw, Piper Niven se propose pour remplacer sa coéquipière habituelle, ce qu'elle accepte avec réticence.
Le 18 décembre à Raw, elles ne conservent pas leurs ceintures, battues par Katana Chance et Kayden Carter, ce qui met fin à un règne de 126 jours.

#### Draft àSmackDown, diverses rivalités et première championne des États-Unis (2024-...)
Le 29 avril 2024 à Raw lors du Draft, la catcheuse écossaise et elle sont annoncées être officiellement transférées à SmackDown.
Le 6 juillet à Money in the Bank, elle participe à son tout premier Women's Money in the Bank Ladder match, mais ne remporte pas la mallette, gagnée par Tiffany Stratton.
Le 2 novembre à Crown Jewel, Piper Niven et elle ne remportent pas les ceintures par équipes, battues par Bianca Belair et Jade Cargill dans un Fatal 4-Way Tag Team match qui inclut également Damage CTRL et Meta-Four. Le 14 décembre à Saturday Night's Main Event XXXVII, elle devient la première championne des États-Unis en battant Michin en finale du tournoi et remporte son premier titre solo.

## Vie privée
Elle est actuellement en couple avec le catcheur Matthew Cardona. Le 2 janvier 2022, ils se marient.

## Palmarès
- All-Star Wrestling (ASW)

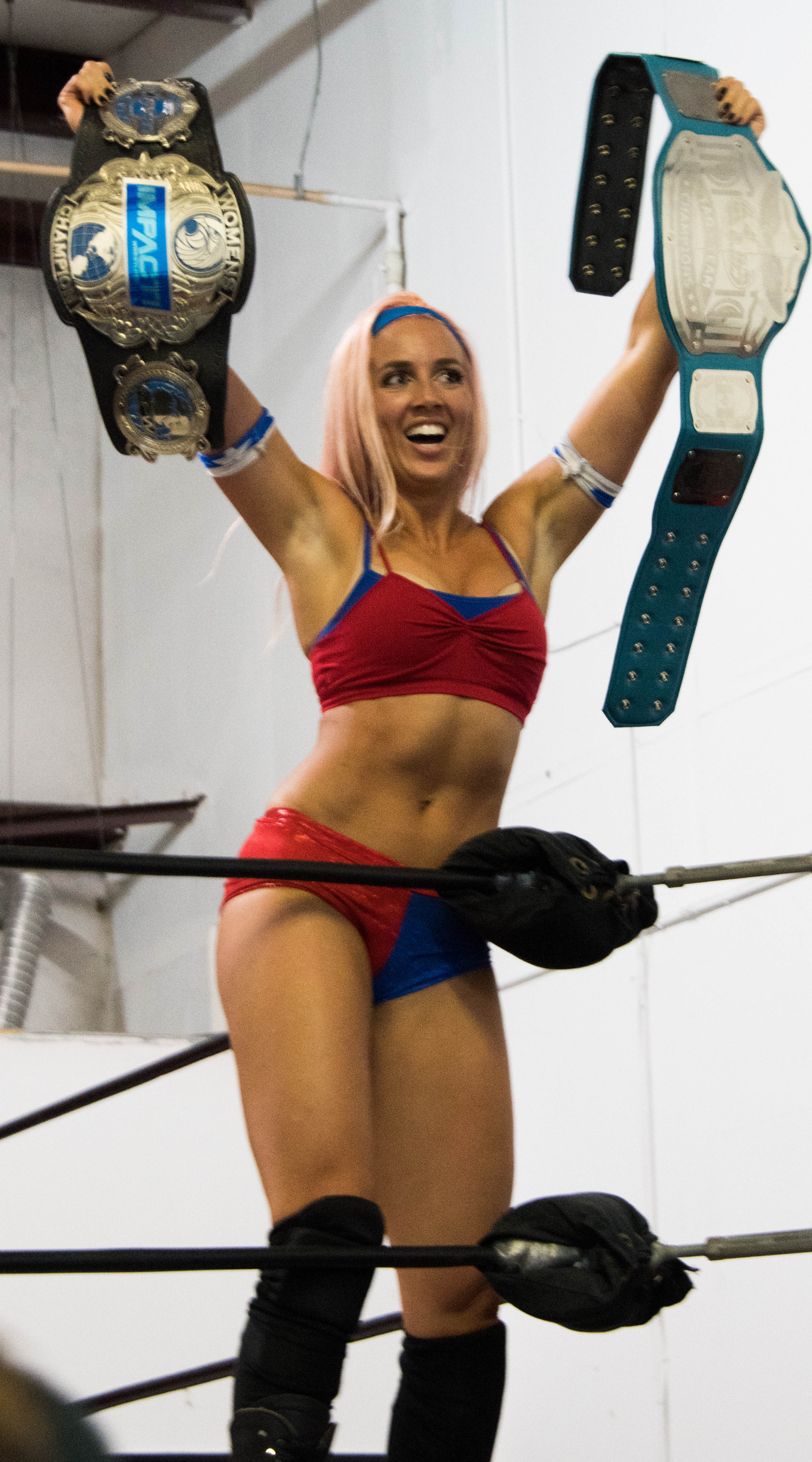
Chelsea Green brandissant les ceintures de championne des Knockout d'Impact Wrestling et de championne par équipes de la Pro Wrestling 2.0.

  - 1 fois championne féminine de l'ASW[61]

- Impact ! Wrestling
  - 1 fois championne féminine des Knockouts d'Impact[62]
  - 1 fois Impact Knockouts Tag Team Championne avec Deonna Purrazzo

- Pro Wrestling 2.0 (PW2.0)
  - 1 fois championne féminine par équipes de la PW2.0 avec Santana Garrett[63]

- Queens Of Combat (QOC)
  - 1 fois championne par équipes de la QOC avec Taeler Hendrix[64]

- World Wrestling Entertainment
  - 2 fois championne par équipe de la WWE - avec Sonya Deville, puis Piper Niven
  - 1 fois championne des États-Unis de la WWE (première)

## Récompenses des magazines
- Pro Wrestling Illustrated

| Année | 2017 | 2018 | 2019 à 2020 | 2021 | 2022 | 2023 | 2024 |
| ----- | ---- | ---- | ----------- | ---- | ---- | ---- | ---- |
| Rang  | 26   | 52   | Non classée | 135  | 75   | 150  | 112  |